# Zierbena
Zierbena è un comune spagnolo di 1 215 abitanti situato nella comunità autonoma dei Paesi Baschi.

Il comune venne creato nel 1996 come distaccamento da Abanto y Ciérvana.

## Geografia fisica
Lucero è un promontorio all'interno del comune che ospita un faro.